# Universidade Isabel I
A Universidade Isabel I (em castelhano: Universidad Isabel I) é uma instituição de ensino superior privada com sede em Burgos, na Espanha. Fundada em 2010, iniciou sua atividade acadêmica entre 2013 e 2014. Possuia 4.772 alunos e 347 docentes.
Seu atual reitor é Alberto Gómez Barahona.